# Bronnaja Hara
Bronnaja Hara (belarussisch Бронная Гара) oder Bronnaja Gora (russisch Бронная Гора) ist ein Dorf im Rajon Bjarosa der Breszkaja Woblasz in Belarus. Der Ort liegt etwa zwölf Kilometer nordöstlich von Bjarosa an der Bahnlinie Brest-Minsk und gehört zum Selsawet Sokalawa.

## Geschichte
Das Dorf Bronnaja Gora existiert seit dem 19. Jahrhundert. Im Jahr 1865 nahm hier eine Teerfabrik ihren Betrieb auf. Während des Ersten Weltkrieges und des Polnisch-sowjetischen Krieges wurde der Ort mehrfach von verschiedenen Kriegsparteien besetzt, bevor er infolge des Friedens von Riga 1921 polnisch wurde. Seit 1930 gab es einen Holzverarbeitungsbetrieb im Ort. Im Zuge der sowjetischen Besetzung Ostpolens, bzw. West-Weißrusslands, wurde Bronnaja Gora im September 1939 sowjetisch.
Am 24. Juni 1941, zwei Tage nach dem deutschen Angriff auf die Sowjetunion, besetzten deutsche Truppen das Dorf. Im Mai und Juni 1942 richteten Deutsche ca. 400 Meter nordwestlich der Bahnstation Bronnaja Gora das Vernichtungslager Bronnaja Gora ein, in der zwischen Mitte Juni und Ende November 1942 mehr als 50.000 Menschen, größtenteils Juden aus den umliegenden Städten, ermordet wurden.
Während der deutschen Besatzung war in Bronnaja Gora zeitweise auch die Kriegsgefangenenkompanie 228 c mit einer Kapazität von 150 Personen stationiert. Dieses Kriegsgefangenenlager für Soldaten der Roten Armee war der in Minsk ansässigen deutschen Eisenbahn-Hauptdirektion „Mitte“ unterstellt. Ob das Lager mit dem Lager jener, die im März 1944 gezwungen wurden, die Leichen der im Vernichtungslager Erschossenen wieder auszugraben und zu verbrennen, identisch ist, ist wahrscheinlich, konnte bislang nicht abschließend geklärt werden. Auch über die Dauer des Bestehens des Lagers gibt es offenbar keine Angaben.
Beim Abzug aus Bronnaja Gora zerstörten die Deutschen am 13. Juli 1944 mehr als sechs Kilometer Gleisanlagen mit Hilfe eines so genannten Schienenwolfes. Außerdem sprengten und verbrannten sie sämtliche Gebäuden und Anlagen, die zur Station Bronnaja Gora gehörten, darunter das Bahnhofsgebäude, eine Werkstatt, ein Materiallager, Wohnhäuser und Weichenstellerbuden sowie weitere Anlagen.
1945 wurde mit einem Sägewerk und einer Möbelfabrik die Holzwirtschaft in Bronnaja Gora wieder in Betrieb genommen. Hier arbeiteten zeitweilig auch deutsche Internierte. 1948 wurde auch eine  Schmiede in Betrieb genommen, später die Kolchose „33 Jahre Oktober“. In Bronnaja Gora wurde 1994 die Fabrik „Hidraschkloisol“ gebaut, die jährlich etwa 400.000 m² verschiedener Kunststoff- und Polymermaterialien (u. a. Dachabdeckungen) herstellt. Heute gibt es in Bronnaja Hara außerdem einen Kindergarten, eine Mittelschule sowie drei Geschäfte.

## Sehenswürdigkeiten

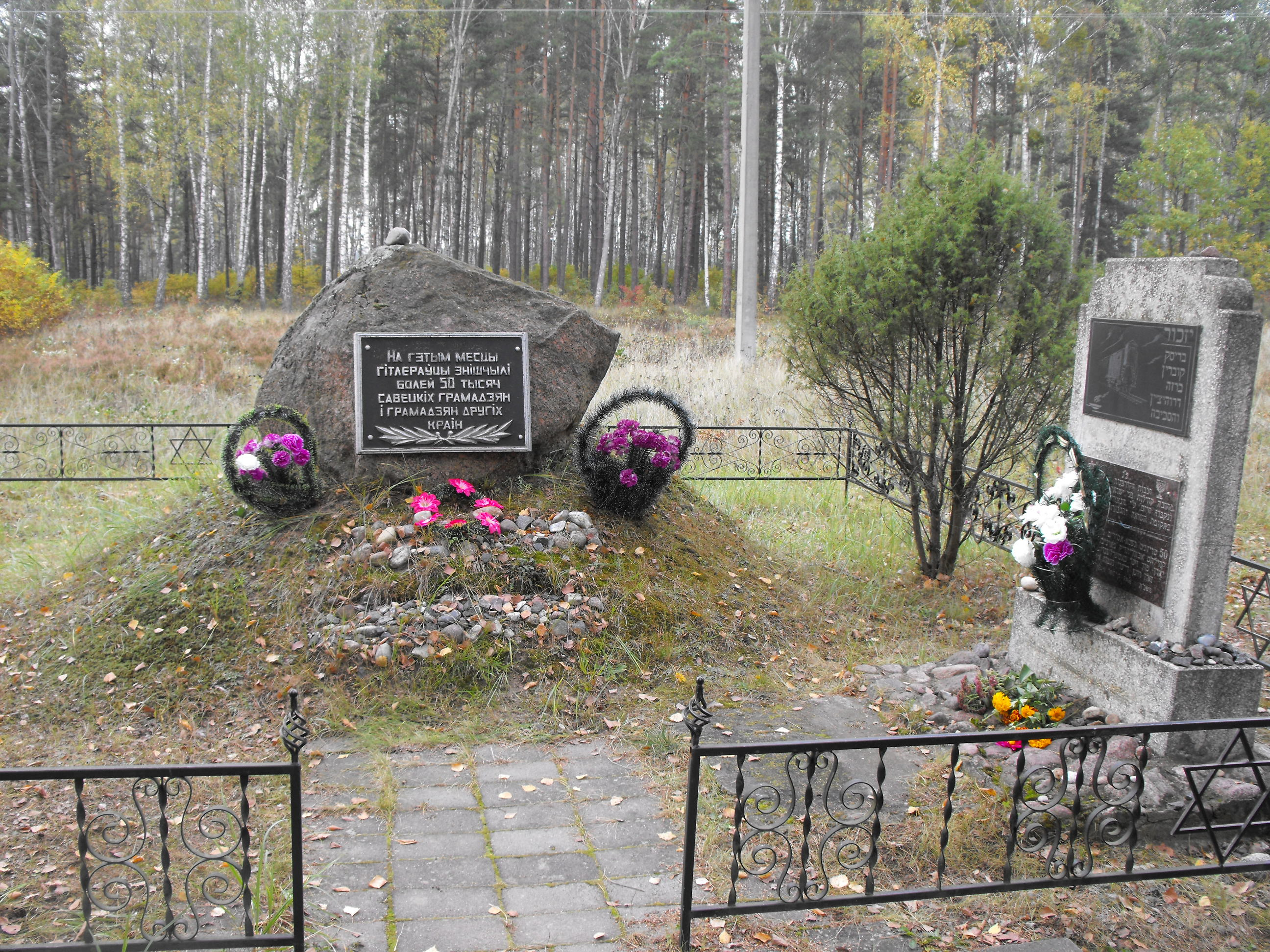
Denkmal am Ort der Ermordungen

An die bei Bronnaja Hara ermordeten Menschen erinnern zwei Denkmäler. Sie befinden sich in unmittelbarer Nähe des Gleises, über das die Menschen einst zur Erschießungsstätte gebracht wurden, sowie am Ort, an dem die Morde stattgefunden haben.
Am Bahnhofsgebäude wurde 1981 zu Ehren der sowjetischen Partisanen eine Gedenktafel angebracht. Sie erinnert daran, dass am 8. August 1943 nordöstlich und südwestlich der Station Bronnaja Gora mit rund 250 Explosionen etwa drei Kilometer Schienenstrang von Partisanen zerstört wurden und so wichtige Nachschubwege der Deutschen zeitweilig unterbrochen werden konnten.

## Bevölkerungsentwicklung
- 1924: 16 Einwohner
- 1940: 175 Einwohner
- 1959: 591 Einwohner
- 1970: 789 Einwohner
- 2005: 996 Einwohner[6]